# Tony Vlastelica
Tony Vlastelica (1930.) je bio američki košarkaš hrvatskog podrijetla.
Bio je visine 192 cm, a igrao je na položaju beka.

## Igračka karijera
Svoju studentsku karijeru je imao u "Oregon State Universityju", za momčad Oregon State Beaversa. Prije njega je igrao za školsku momčad "Aberdeena".
Na draftu za NBA 1955. godine, bio je izabran u šestom krugu; izabrali su ga Rochester Royalsi. U Italiji je 1956./57. igrao za Benelli, u Hrvatskoj poznatijeg kao kasniji "Scavolini".
Godinu kasnije, 1957./58., je otišao igrati za Oransodu, kada je bio također, kao i lani, bio najboljim strijelcem talijanskog prvenstva. U Cantúu mu je bio trener hrvatskog podrijetla, Isidoro Marsan, iz Zadra (koji je u tom klubu radio dvije godine, 1956./57. i 1957./58.). Ondje su Vlastelicu zvali "Mister Uncino".

## Poslije igračke karijere
2005. je ušao u Dvoranu slavnih sveučilišta Oregon State.